# Unie van Afrikaanse Staten
De Unie van Afrikaanse Staten was een kortstondig bestaande unie van eerst twee en later drie Afrikaanse staten in West-Afrika, in de jaren 1960. Deze staten waren Ghana, Guinee-Conakry en Mali. De unie was politiek socialistisch en pan-Afrikaans, en werd geleid door de Afrikaanse revolutionairen Kwame Nkrumah uit Ghana, Sékou Touré uit Guinee en Modibo Keïta uit Mali.

## Geschiedenis
Op 23 november 1958 werd er een Ghana-Guinea-unie gevormd. In mei 1959 werd aangekondigd dat de unie 'Unie van Afrikaanse Staten' zou gaan heten. In april 1961 werd Mali lid van de unie. De unie viel in 1962 uiteen toen Guinea zich meer ging richten op de Verenigde Staten, in tegenstelling tot de marxistische overtuiging van de andere partners, die meer georiënteerd waren op de Sovjet-Unie, de tegenstander van de Verenigde Staten in de Koude Oorlog.